# ニコライ・アファナシエフ
ニコライ・ヤコヴレヴィチ・アファナシイェフ（ロシア語: Никола́й Я́ковлевич Афана́сьев, ラテン文字転写: Nikolay Yakovlevich Afanas'yev, 1820年12月31日 トボリスク – 1893年6月3日 ペテルブルク）は、ロシアのヴァイオリニスト、作曲家。

## 略歴
ヴァイオリニストでイヴァン・ドルゴルコフの私生児であった父ヤコヴ・イヴァノヴィチより音楽教育を受ける。
1838年にモスクワにおいてヴァイオリニストとしてデビューする。1838年にボリショイ劇場附属管弦楽団のコンサートマスターに任命されるが、1841年に辞任して、ペテルブルク近郊ヴィクサの富裕な地主の農奴オーケストラの指揮者に転向した。1846年に辞職し、ロシア国内での演奏旅行にとりかかる。1851年にペテルブルクに定住すると、イタリア歌劇団の演奏家やコンサートマスターとして演奏を続けた（時には指揮者も務めている）。1853年にオーケストラの活動を止めて、スモーリヌィ女学院でピアノ教師として勤めだしたが、1857年には西欧に演奏旅行を行い、まずまずの成功を収めた。
ロシアに戻ると作曲活動に没頭した。正規の音楽教育を受けなかったために、技巧面で不調和に陥りがちではあるものの、小品の分野で最大の美点を発揮している。中でも、ロシアの民族音楽の旋律やリズムに触発された作品群で称賛を浴びた。民族音楽に対する永続的な関心から、ロシア民謡を混声四部合唱に編曲した曲集を1866年に出版して、人気を集めた。室内楽では、弦楽四重奏曲《ヴォルガ河》（1860年）も同じく賞賛され、翌1861年にロシア音楽協会から受賞した。歌劇は、対照的にさほど熱狂的な評判を呼ばなかった。1870年にマリインスキー劇場が《 Ammalat-bek 》を舞台化したものの、その後に再演されることはなかった。《ステンカ・ラージン》は検閲を通過することができず、一方の《Vakula-kuznets》は全く上演されなかった。それ以外の7つのオペラや管弦楽曲の自筆譜は、出版に回されていない。
アファナシエフの回想録『想い出の記』は、1890年に出版され、旅する演奏家としての経験を、部分的には19世紀半ばのロシアの音楽界を俯瞰するものとして書き残している。歿後の1896年には、ロシア音楽協会の名誉会員に選ばれた。